# Square Emmanuel-Chabrier
Le square Emmanuel-Chabrier est une voie du 17e arrondissement de Paris, en France.

## Situation et accès
Le square Emmanuel-Chabrier est une voie privée située dans le 17e arrondissement de Paris. Il débute square Fernand-de-la-Tombelle et se termine en impasse.

## Origine du nom

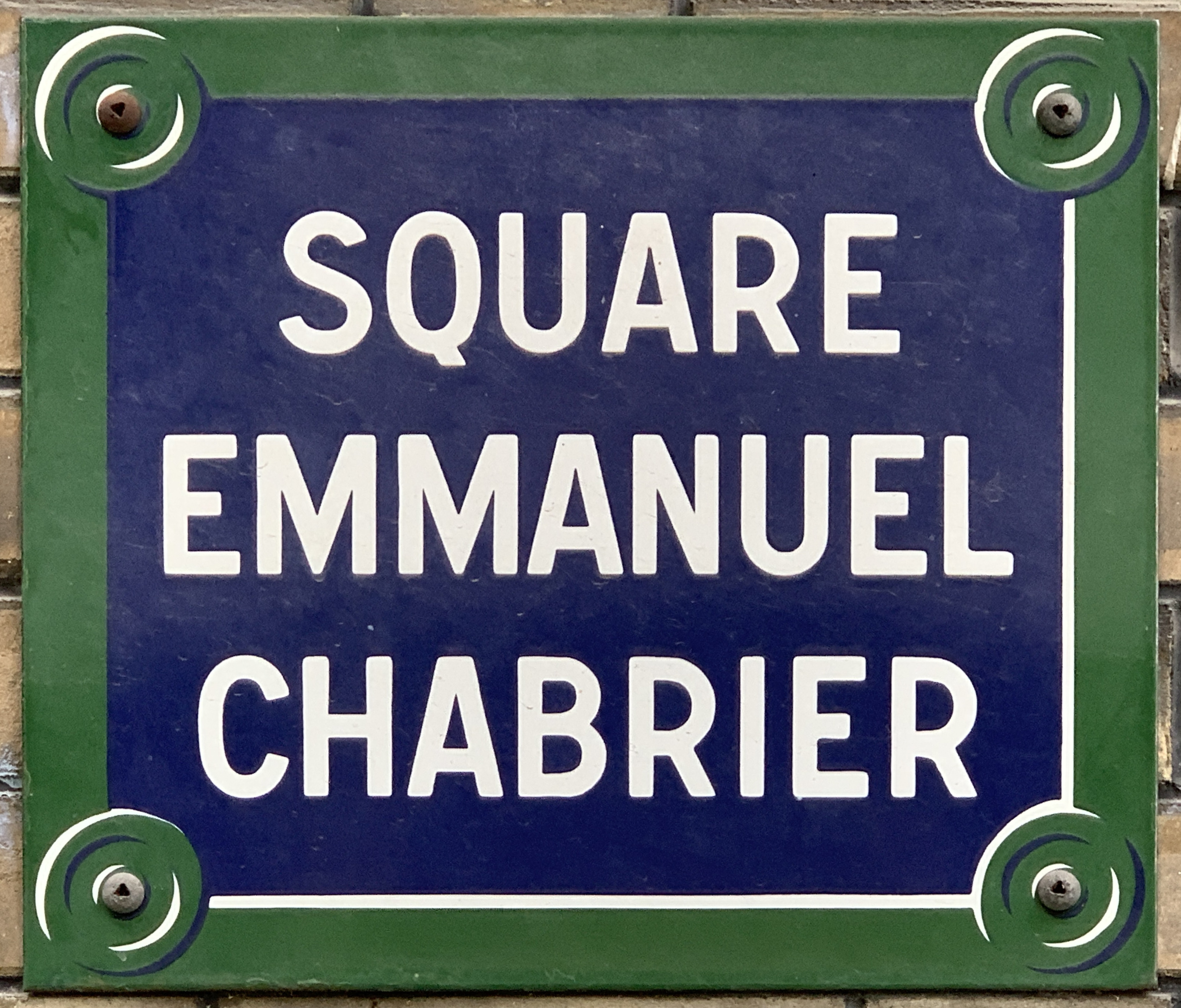
Plaque du square.

Elle porte le nom du compositeur français Emmanuel Chabrier (1841-1894). 

## Historique
Cette voie, ouverte par un arrêté du 13 juillet 1929, prend sa dénomination actuelle en 1936, puis est ouverte à la circulation publique par arrêté du 23 juin 1959.